# Codonorchis
Tribu
Genre
Codonorchis est un genre de plantes à fleurs de la famille des Orchidaceae, de la sous-famille des Epidendroideae et de la tribu des Codonorchideae (alternativement appartement à la sous-famille des Codonorchidoideae (P.J.Cribb) M.A.Clem. & D.L.Jones), poussant principalement au Brésil, dans le sud de la Cordillère des Andes ainsi que dans les îles Malouines.

## Systématique
La tribu des Codonorchideae a été créée en 2000 par le botaniste britannique Phillip James Cribb (d) (1946-).
Le genre comporte deux espèces :
- Codonorchis canisioi Mansf. 1936. (Endémique du Rio Grande do Sul)
- Codonorchis lessonii Lindl. 1840.

## Publication originale
- (en) P.J. Cribb & P. J. Kores, 2000, « The systematic position of Codonorchis (Orchidaceae: Orchidoideae) », Lindleyana, vol. 15, n. 3, p. 169–170.